# Universidad Al Akhawayn

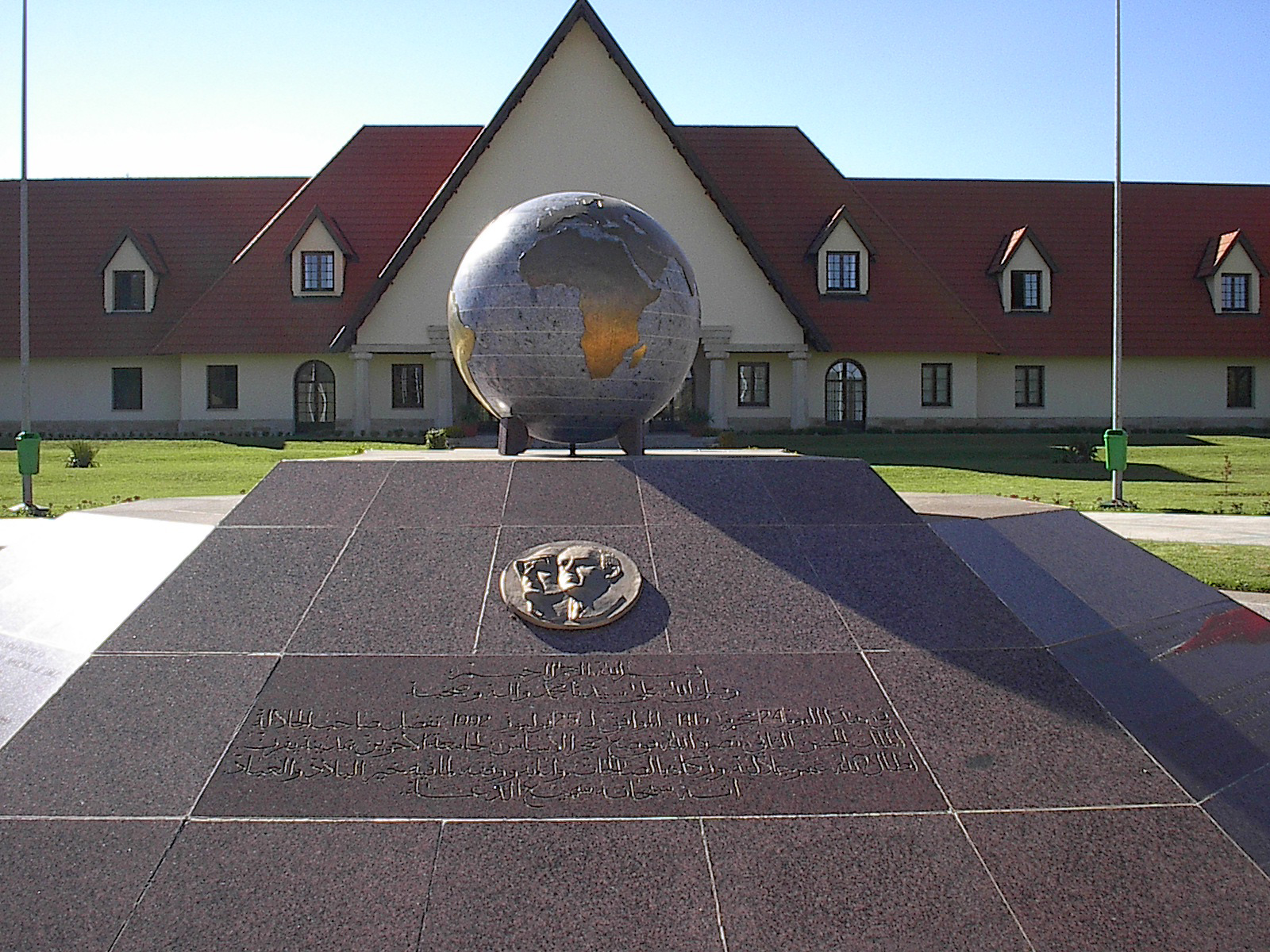
Una escultura en la Universidad Al Akhawayn, con un globo sobre una placa en ocho idiomas.

La Universidad Al Akhawayn (AUI)(en árabe : جامعة الأخوين, que significa literalmente la universidad de los dos hermanos que se refiere al Rey Fahd de Arabia Saudita y al Rey Hassan II de Marruecos; en inglés: Al Akhawayn University) es una universidad independiente, pública, sin fines de lucro, angloparlante ubicada en Ifrane, al Medio Atlas marroquí, a 60 km de la ciudad imperial de Meknès.

## Misión
Al Akhawayn University  fue fundada por Real Decreto (Dahir) en 1993 y oficialmente inaugurada por el antiguo Rey de Marruecos, Hassan II, el 16 de enero de 1995. 
La universidad Al Akhawayn de Ifrane es una universidad pública, autónoma, sin ánimo de lucro, mixto, comprometida a formar las futuras élites ciudadanas de Marruecos y de otro lado, a través de un curriculum « Liberal Arts » en lengua inglesa orientado hacia el internacional, y basado en el sistema educativo estadounidense. La universidad apunta la promoción del desarrollo nacional e internacional a través de la investigación científica y los programas académicos, comprende la formación continua y la formación de los marcos ; adhiere a las más elevadas normas académicas y éticas, y defiende los valores de justicia y de responsabilidad social.
En julio de 2017, la universidad Al Akhawayn firmó una cooperación con el líder de la tecnología ferroviaria Bombardier Transport con el fin de crear una formación Máster en gestión de la industria ferroviaria. Este último es  el primer programa de este género en Marruecos y de África.

## Enseñanza e investigación

### Formación
Con aproximadamente 2500 estudiantes a tiempo completo, residiendo y que estudian en el seno de un campus situado en la ciudad de Ifrane al Medio Atlas, Al Akhawayn ofrece un cierto número de opciones de programas Bachelor y Máster en ciencias humanas y sociales, ciencias e ingeniería, y en administración empresarial – todos definidos por el tronco común universitario (UCC) basado en el sistema estadounidense de  liberal arts.
Toda la educación se imparte en inglés a través de tres facultades afiliadas a la universidad. Sin embargo, ciertos cursos en francés y / o árabe deben ser tomados por los estudiantes. Recientemente, la universidad optó por una prueba en francés (TEF) para los nuevos estudiantes con el fin de juzgar si deberían recibir cursos en este idioma.
Para permitir que los estudiantes merecedores se inscriban en esta facultad, la universidad otorga becas, por lo que más del 30% de los estudiantes son becarios o beneficiarios de préstamos..
Según su informe de 2014, Al Akhawayn tiene 2.039 estudiantes y 157 maestros, desplegados en tres escuelas: Escuela de Humanidades y Ciencias Sociales (SHSS), Escuela de Ciencia e Ingeniería (SSE) y Escuela de Administración de Empresas (SBA)..